# 玉村 (茨城県)
玉村（たまむら）は、茨城県結城郡にかつて存在した村である。

## 地理
現在の下妻市の南部に位置した。村域のほとんどは平地である。

## 歴史

### 村域の変遷
- 1889年（明治22年）4月1日 - 町村制施行により、羽子村・小保川村・原宿村・若宮戸村・原村が合併し豊田郡玉村が発足。
- 1896年（明治29年）4月1日 - 豊田郡は岡田郡とともに結城郡に編入。結城郡玉村となる。
- 1954年（昭和29年）10月1日 - 市町村合併により廃止。
  - 羽子・原は宗道村に編入。
  - 残部（小保川・原宿・若宮戸）は石下町・豊田村・岡田村・飯沼村と合併し、改めて石下町が発足。

### 変遷表
| 玉村村域の変遷表 | 玉村村域の変遷表 | 玉村村域の変遷表 | 玉村村域の変遷表            | 玉村村域の変遷表 | 玉村村域の変遷表                                 | 玉村村域の変遷表            | 玉村村域の変遷表 |
| 1868年 以前      | 1868年 以前      | 明治22年 4月1日  | 1889年 - 1944年             | 1889年 - 1944年  | 1945年 - 1989年                                  | 1989年 - 現在               | 現在             |
| ---------------- | ---------------- | ---------------- | --------------------------- | ---------------- | ------------------------------------------------ | --------------------------- | ---------------- |
|                  | 羽子村           | 玉村             | 昭和30年1月1日 結城郡に編入 | 玉村             | 1954年10月1日 宗道村に編入 1955年1月1日 千代川村 | 2006年1月1日 下妻市に編入   | 下妻市           |
|                  | 原村             | 玉村             | 昭和30年1月1日 結城郡に編入 | 玉村             | 1954年10月1日 宗道村に編入 1955年1月1日 千代川村 | 2006年1月1日 下妻市に編入   | 下妻市           |
|                  | 小保川村         | 玉村             | 昭和30年1月1日 結城郡に編入 | 玉村             | 1954年10月1日 石下町                             | 2006年1月1日 水海道市に編入 | 常総市           |
|                  | 原宿村           | 玉村             | 昭和30年1月1日 結城郡に編入 | 玉村             | 1954年10月1日 石下町                             | 2006年1月1日 水海道市に編入 | 常総市           |
|                  | 若宮戸村         | 玉村             | 昭和30年1月1日 結城郡に編入 | 玉村             | 1954年10月1日 石下町                             | 2006年1月1日 水海道市に編入 | 常総市           |

## 分村合併
1953年（昭和28年）9月に町村合併促進法が公布されると、各地の町村では合併協議が進められた。玉村では石下町・豊田村・岡田村・飯沼村との合併案と、宗道村・豊加美村・総上村・大形村・蚕飼村との合併案があり、1954年（昭和29年）5月20日、住民投票が行われた。結果は石下697票、宗道696票と僅か1票の差であったため村民からは不満の声が上がった。
玉村がどちらと合併するか決まらない間に宗道村・大形村・蚕飼村は5月30日一斉に合併決議を行い（豊加美村と総上村は6月1日に下妻町に編入された）、1955年（昭和30年）1月1日をもって合併を行うこととなった。結局玉村では分村合併を行うこととなり、羽子・原は宗道村に編入、小保川・原宿・若宮戸は石下町他3村と合併し、（新）石下町となった。

## 大字
- 羽子（はねご）
- 小保川（おぼかわ）
- 原宿（はらじゅく）
- 若宮戸（わかみやど）
- 原（はら）

## 人口・世帯

### 人口
総数（単位：人）
| 1891年（明治24年） | 2,257 |
| 1920年（大正9年）  | 2,395 |
| 1935年（昭和10年） | 2,571 |
| 1950年（昭和25年） | 2,994 |

### 世帯
総数（単位：世帯）
| 1920年（大正9年）  | 417 |
| 1935年（昭和10年） | 404 |
| 1950年（昭和25年） | 485 |

## 交通

### 鉄道
- 常総筑波鉄道（ → 関東鉄道）
  - ■ 常総線
    - 玉村駅